# Acokanthera laevigata
Acokanthera laevigata là một loài thực vật có hoa trong họ La bố ma. Loài này được Kupicha mô tả khoa học đầu tiên năm 1982.